# Seventh Heaven (album, Buck-Tick)
Seventh Heaven (stylizováno jako SEVENTH HEAVEN) je třetí studiové album japonské rockové skupiny Buck-Tick. Poprvé bylo vydáno 21. června 1988 vydavatelstvím Victor Entertainment na vinylu, kazetě a CD. Bylo oceněno zlatou deskou, která je v Japonsku udělována agenturou RIAJ za prodej 100 000 kopií. Digitálně remasterováno a podruhé vydáno bylo 19. září 2002 se dvěma bonusovými skladbami. Znovu remasterováno a potřetí vydáno bylo 5. září 2007. Text skladby „Physical Neurose“ zmiňuje Řehoře (Gregora) Samsu, protagonistu povídky „Proměna“ od Franze Kafky. Skladby „…In Heaven…“, „Oriental Love Story“ a „Victims of Love“ byly později nahrány znovu a obsaženy na kompilačním albu Koroši no širabe: This Is Not Greatest Hits (1992). Seventh Heaven se umístilo třetím místě týdenního žebříčku alb Oricon a prodalo se ho přes 110 000 kopií.

## Seznam skladeb
Hudbu složil(i) Hisaši Imai, pokud není uvedeno jinak, texty napsal(i) Acuši Sakurai, pokud není uvedeno jinak.
| Disk 1 (CD)    | Disk 1 (CD)                                              | Disk 1 (CD) |
| Pořadí         | Název                                                    | Délka       |
| -------------- | -------------------------------------------------------- | ----------- |
| 1.             | Fragile Article ((Instrumentální))                       | 1:22        |
| 2.             | …In Heaven…                                              | 3:52        |
| 3.             | Capsule Tears -Plastic Syndrome III- (Text: Hisaši Imai) | 4:45        |
| 4.             | Castle in the Air (Text: Hisaši Imai)                    | 4:29        |
| 5.             | Oriental Love Story                                      | 6:26        |
| 6.             | Physical Neurose (Text: Hisaši Imai)                     | 2:56        |
| 7.             | Desperate Girl (Hudba: Hidehiko Hošino)                  | 3:20        |
| 8.             | Victims of Love                                          | 4:26        |
| 9.             | Memories…                                                | 3:49        |
| 10.            | Seventh Heaven (Text: Hisaši Imai)                       | 5:12        |
| Celková délka: | Celková délka:                                           | 40:45       |

| Bonusové skladby (pouze 2. vydání) | Bonusové skladby (pouze 2. vydání)                                               | Bonusové skladby (pouze 2. vydání) |
| Pořadí                             | Název                                                                            | Délka                              |
| ---------------------------------- | -------------------------------------------------------------------------------- | ---------------------------------- |
| 11.                                | Sexual Intercourse (Původní verze skladby “Sexual XXXXX!“)                       | 3:29                               |
| 12.                                | …In Heaven…“/„Moonlight (Živý záznam z koncertu Climax Together z 11. září 1992) | 7:41                               |

## Produkční tým
- Acuši Sakurai – hlavní vokály
- Hisaši Imai – sólová kytara, doprovodné vokály
- Hidehiko Hošino – doprovodná kytara, akustická kytara, doprovodné vokály
- Jutaka Higuči – baskytara
- Toll Jagami – bicí

Další hudebníci
- Ken Morioka – klávesy

Producenti
- Buck-Tick – produkce
- Jasuaki „V“ Šindó – zvukové inženýrství, mixování
- Ken Sakaguči – návrh přebalu
- Hisaši Imai – návrh brožury
- Kazuhiro Kitaoka – fotografie